# Nordland nasjonalparksenter

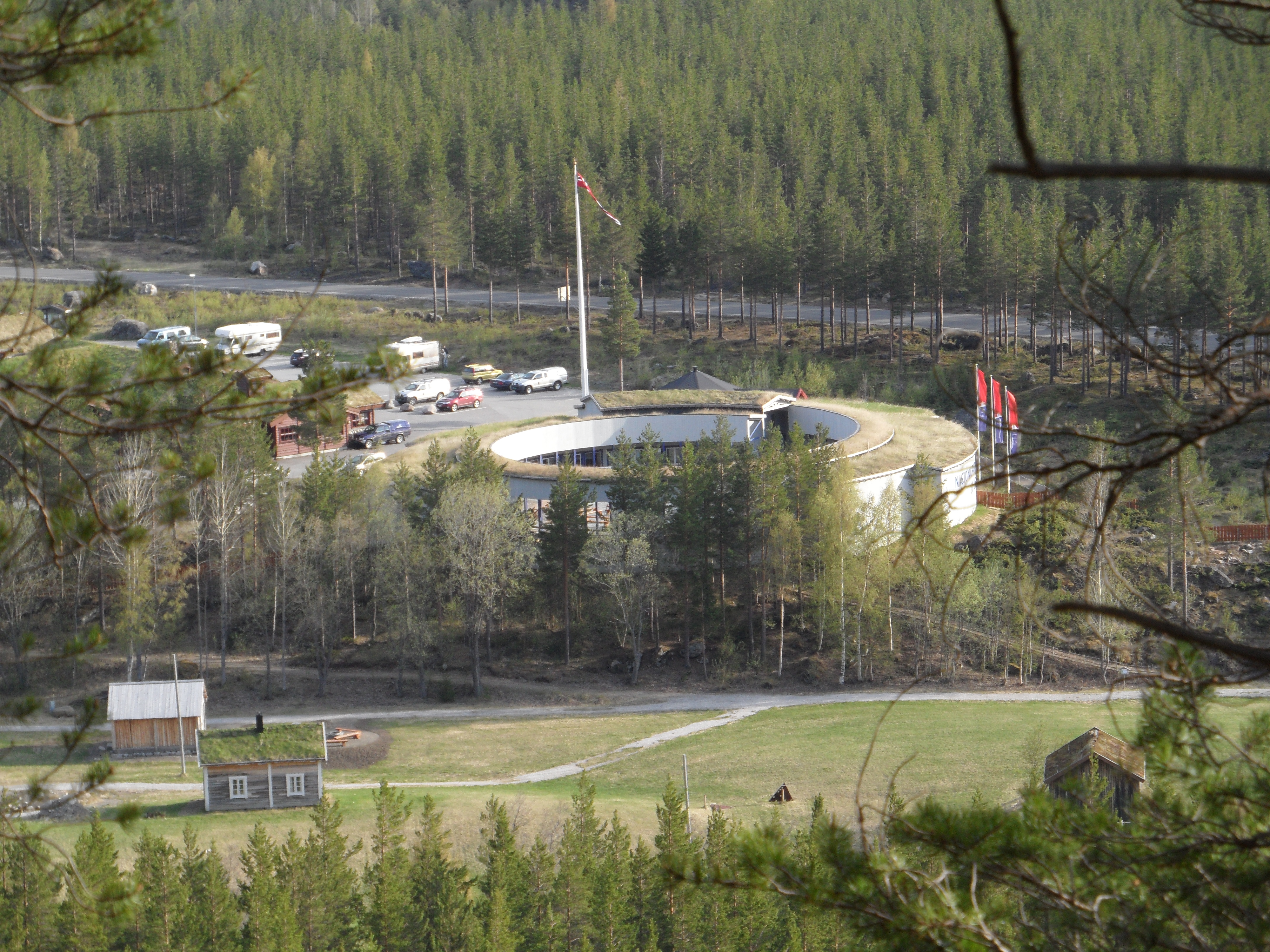
Nordland nasjonalparksenter före utbyggnad med Adde Zetterquist kunstgalleri

Nordland nasjonalparksenter är ett informations- och besökscentrum för samtliga sju nationalparker i Nordland fylke i Norge. Det drivs av Stiftelsen Nordland nasjonalparksenter, som instiftades januari 2005 av ett antal kommuner, Nordland fylke, organisationer och företag.
Nordland nasjonalparksenter ligger nära Europaväg 6 i Storjord i Saltdals kommun, strax norr om Saltfjellet och mellan Saltfjellet-Svartisen nationalpark och  Junkerdal nationalpark, som är de två största av nationalparkerna i Nordland fylke. De övriga fem nationalparkerna i fylket är:
- Børgefjell nationalpark
- Lomsdal-Visten nationalpark
- Rago nationalpark
- Sjunkhatten nationalpark
- Møysalen nationalpark

## Adde Zetterquist kunstgalleri
I juni 2013 invigdes Adde Zetterquist kunstgalleri av den norske sametingspresidenten Egil Olli i en nyuppförd galleribyggnad i omedelbar anslutning till Nordland nasjonalparksenter, ritad av Margarethe Friis på LPO Arkitekter i Oslo. Galleriet, som har en yta på 650 kvadratmeter, är uppfört av Nordland fylkeskommune i samarbete med Nordland nasjonalparksenter. Det är byggt i trä med form av en omkullvält kanot och har det välvda taket klätt med spån. Galleriet visar i första hand Per Addes och Kajsa Zetterquists konst.